# Historisches Fünfeck

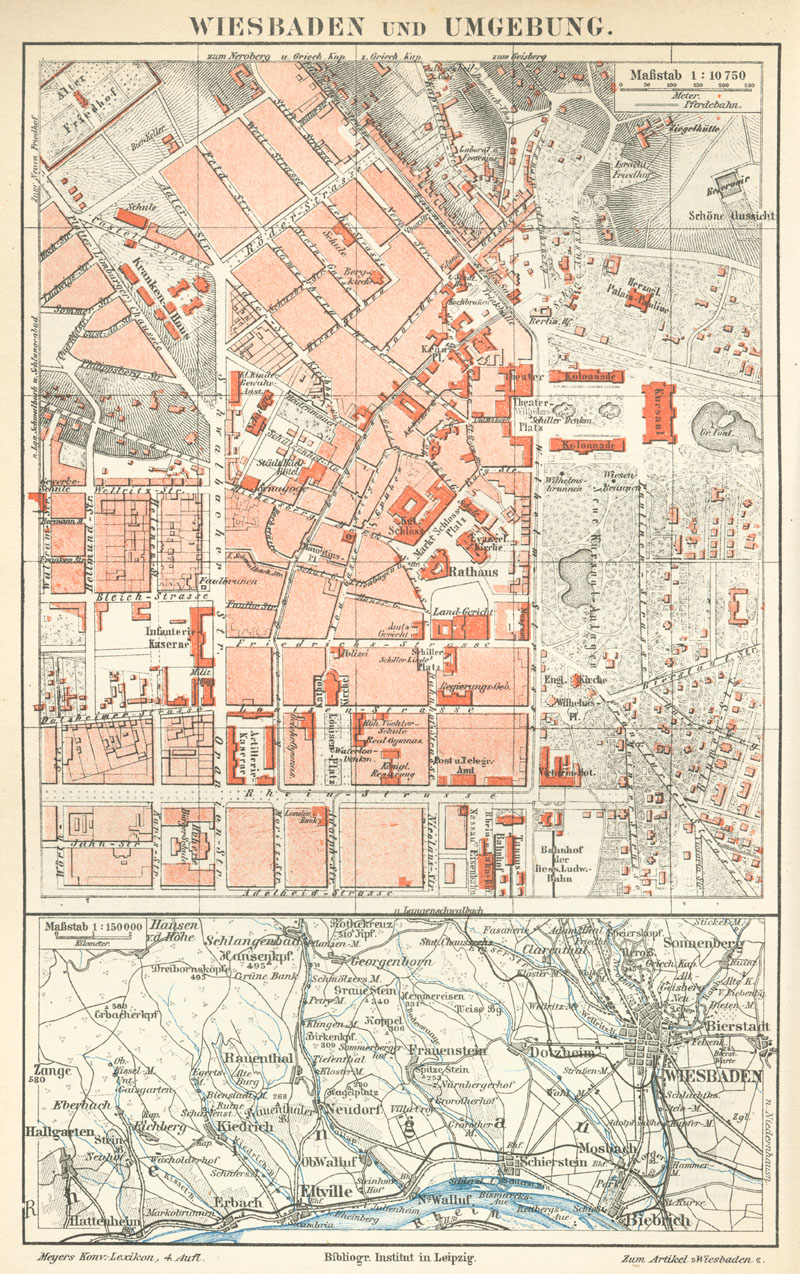
Hình ngũ giác lịch sử (khoảng năm 1888)

Historisches Fünfeck (ngũ giác lịch sử) đánh dấu cốt lõi lịch sử của thủ phủ bang Hessen, Wiesbaden.
Nó được giới hạn ở phía nam bởi Rheinstraße, ở phía tây bởi Schwalbacher Straße, ở phía bắc bởi Röderstraße và Taunusstraße và ở phía đông Wilhelmstraße. Những con đường này tạo thành một hình ngũ giác bao quanh Phố cổ của thành phố Wiesbaden và Bergkirchenviertel. Việc xây dựng bên ngoài con phố này chỉ bắt đầu vào nửa sau của thế kỷ 19. Kể từ đó, khu vực này được gọi là  ngũ giác lịch sử. 

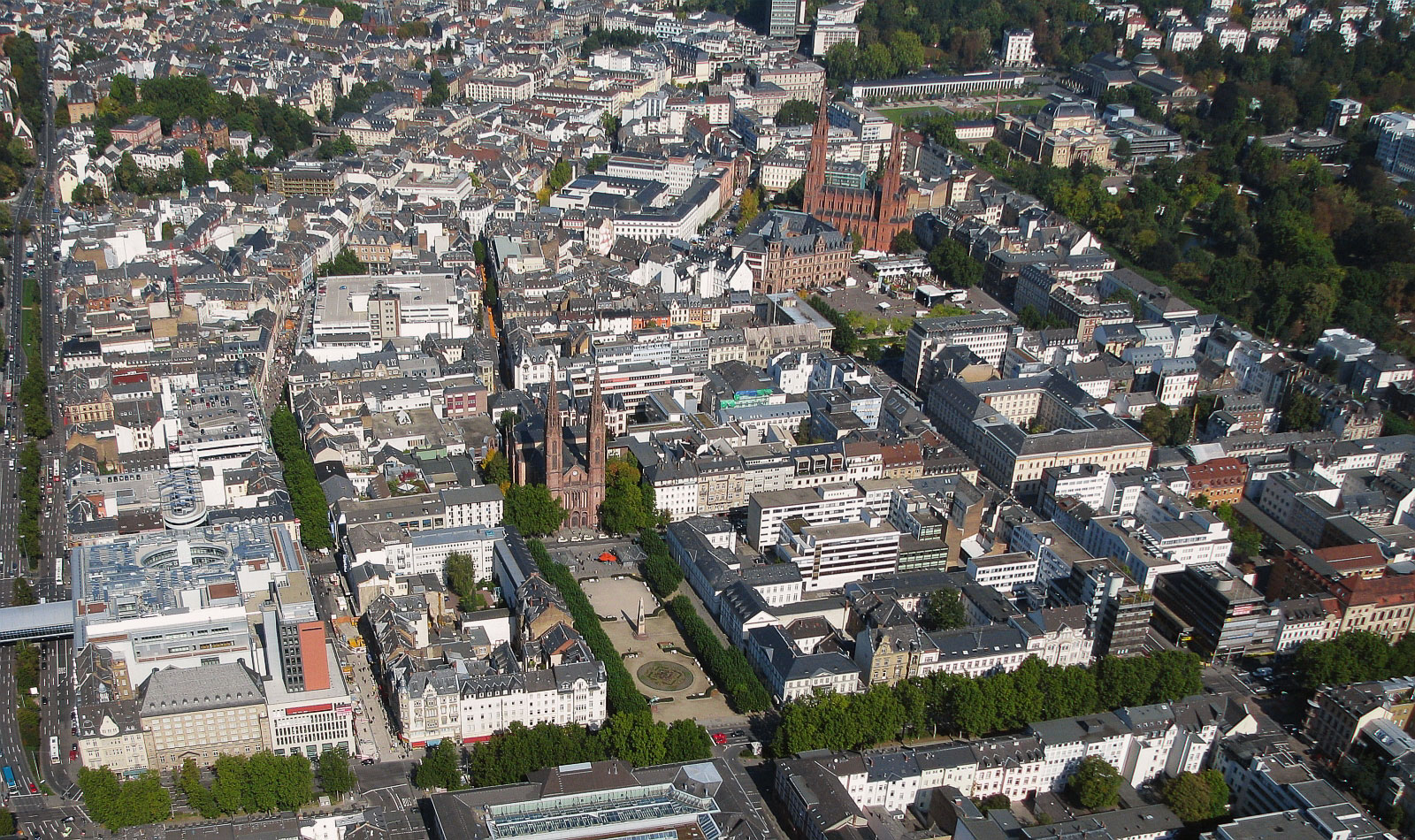
Rheinstraße (phía trước), Schwalbacher Straße (trái), Röderstraße và Taunusstraße (trên cùng) và Wilhelmstraße (phải) là biên giới của ngũ giác lịch sử.

Trong ngũ giác đó là bố trí đô thị  thời trung cổ với nhiều tòa nhà lịch sử như Cung điện Thành phố của công tước Nassau  tại Quảng trường Cung điện, Tòa thị chính Cổ, Tòa thị chính Mới và Marktkirche, và ở rìa phía tây kiến trúc lâu đời nhất  thành phố từ thời La Mã, bức tường Heidenmauer. Về phía bắc là Kochbrunnenplatz và Kranzplatz. Từ đó, Langgasse và Kirchgasse dẫn đến Rheinstraße.
Các đường phố tạo thành hình ngũ giác bắt đầu từ kế hoạch phát triển chung năm 1818, được trình bày bởi nhà hoạch định và kiến trúc sư thành phố Wiesbaden Christian Zais.